# البهائية في إثيوبيا
بدأت البهائية في إثيوبيا بعد أن كتب عبد البهاء رسائل في عام 1916 يشجّع فيها على نشر الدين في إفريقيا. ويُرجَّح أن أول بهائي استقر في البلاد وصل أوائل عام 1934، وبوصول المزيد من الروّاد منتصف العام نفسه، جرى انتخاب أول محفل روحاني محلي في البلاد خلال نوفمبر من العام ذاته في أديس أبابا. وفي عام 1962، انتخب البهائيون في إثيوبيا تجمعًا روحيًا وطنيًا. وبحلول عام 1963، وُجدت سبع مناطق تضم مجموعات بهائية صغيرة في البلاد. وقدَّر أرشيف بيانات الأديان عدد البهائيين في إثيوبيا بنحو 27,000 شخص في عام 2005. واحتفلت الجماعة بمرور 75 عامًا على تأسيسها (يوبيلها الماسي) في يناير 2009.

## البدايات

### ألواح الخطة الإلهية لعبد البهاء
كتب عبد البهاء سلسلة من الرسائل، أو الألواح، إلى أتباع الديانة البهائية في الولايات المتحدة وكندا بين عامي 1916 و1917؛ وقد جُمعت هذه الرسائل في كتابٍ بعنوان ألواح الخطة الإلهية. أشارت اللوحتان الثامنة والثانية عشرة إلى إفريقيا، وقد كُتبتا بتاريخ 19 أبريل 1916 و15 فبراير 1917 على التوالي. لكن النشر تأخر في الولايات المتحدة حتى عام 1919، بعد انتهاء الحرب العالمية الأولى وجائحة الإنفلونزا الإسبانية. تُرجمت الألواح وقدّمها ميرزا أحمد سهراب في 4 أبريل 1919، ونُشرت في مجلة نجم الغرب بتاريخ 12 ديسمبر 1919.
ذكر عبد البهاء في هذه الألواح: "...وخاصةً من أمريكا إلى أوروبا وإفريقيا وآسيا وأستراليا، والسفر عبر اليابان والصين. كذلك، يمكن للمعلمين والمؤمنين من ألمانيا أن يسافروا إلى قارات أمريكا وإفريقيا واليابان والصين؛ باختصار، يمكنهم السفر عبر جميع القارات والجزر على وجه الأرض..."   كما قال: "...قد تُضفي ترنيمة وحدة العالم الإنساني حياةً جديدة على جميع بني البشر، ويُنصب خيام السلام العالمي على قمة أمريكا؛ وهكذا تُبعث أوروبا وإفريقيا بنفحات الروح القدس، فيغدو هذا العالم عالمًا آخر، ويبلغ الجسد السياسي انتعاشًا جديدًا..."

### تأسيس الجماعة
اجتمع أوائل الروّاد البهائيين من مصر في أديس أبابا. وكان أول من وصل هو صبري إلياس في أوائل عام 1934، مما منحه لقب فارس بهاء الله. وفي منتصف العام ذاته انضم إليه عدد من العائلات البهائية، وفي أواخر 1934، جرى انتخاب أول تجمع روحي محلي للبهائيين في إثيوبيا.
تكوّن المحفل من:
- أتو سيوم جابريل
- أتو هايلا جابريل
- حبيب بطرس
- صبري إلياس
- إدوار جبران
- السعد سعيد
- السعد منصور
- عبد اللهي أحمد
- أوراهيل إغساباير

كان صبري إلياس يتنقل بين الإسكندرية وأديس أبابا مكرّسًا وقته لترجمة وطباعة مواد متنوعة، منها كتاب "بهاء الله والعصر الجديد" باللغة الأمهرية. لكنه اضطر إلى مغادرة إثيوبيا عام 1935 بسبب الحرب الإيطالية الإثيوبية الثانية، ولم يتمكن من العودة حتى عام 1944، مستفيدًا من الفرصة للزواج وأداء الحج البهائي.
بعد مغادرة أفراد الجماعة، أعيد انتخاب التجمع الروحي المحلي مجددًا في عام 1945. وفي عام 1947 قدّم أوغو جياكيري بعض المساعدة في ترجمة المواد لاستخدام المجتمع المحلي. وفي أوائل عام 1951، أرسلت الجماعة البهائية في إثيوبيا أول رائد بهائي خارج أديس أبابا، تبعه السيد والسيدة إلياس في عام 1954 إلى جيبوتي.
في تلك الفترة، كان يُسمح للنساء بأن يُنتخبن في التجمعات الروحية ضمن وحدة مصر والحبشة الإدارية، ومن بين أعضاء التجمع في أديس أبابا آنذاك:  
- السيد ج. م. بهتا
- السيدة جيلا
- الدكتور في. كيس
- صبري إلياس
- السيدة إلياس
- ألفريد شافي
- السيد بيرش
- السيد منصور
- ديفيد أ. تالبوت

وفي عام 1952، انتُخب بعض هؤلاء كأعضاء إداريين، وكانوا:
- جيلا م. بهتا
- ديفيد تالبوت
- الدكتور في. ريس
- صبري إلياس
- السيدة جيلا (أمينة الصندوق)
- السيدة إلياس
- ألفريد شافي
- السيد بيرش
- السيد منصور